# Poiretia crenata
Poiretia crenata là một loài thực vật có hoa trong họ Đậu. Loài này được C.Mueller miêu tả khoa học đầu tiên.